# Casa de la Cultura (Alcalá de Guadaíra)

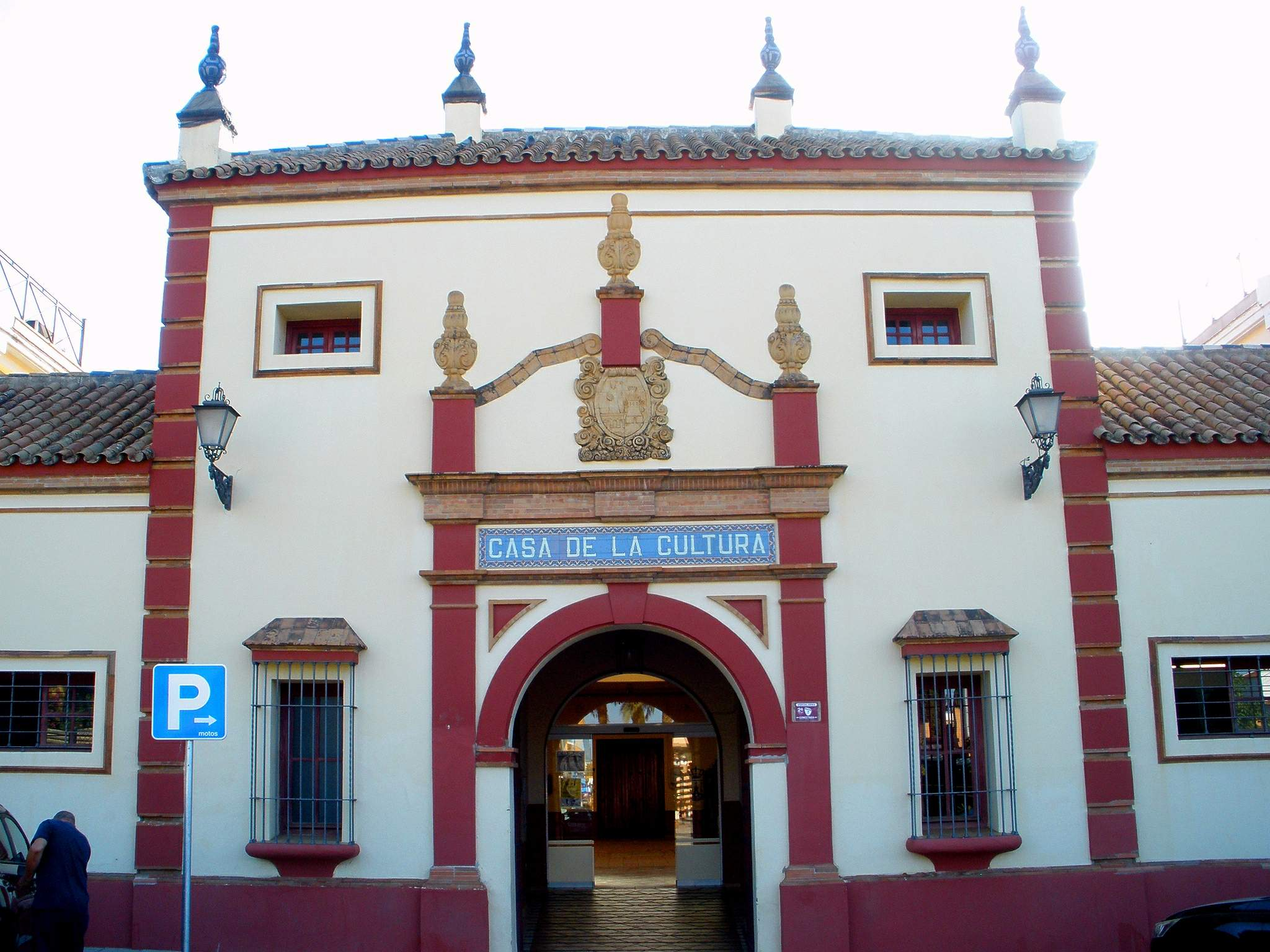

La Casa de la Cultura de Alcalá de Guadaíra, en la provincia de Sevilla (España), se encuentra situada en la zona centro de esta localidad y se caracteriza por estar situada en un edificio historicista de años 1920. Con su fachada principal a la calle General Prim, su entrada se ubica justo enfrente a uno de los principales accesos al Parque Centro.

## Historia
La Casa de la Cultura de Alcalá de Guadaíra tiene su sede en un edificio histórico diseñado como matadero municipal en 1928 por el arquitecto sevillano Juan Talavera. Existen varios edificios en la ciudad de este arquitecto, entre los que destaca el Hotel Oromana.

## Casa de la Cultura
Este edificio es la sede central del servicio de Cultura del Ayuntamiento alcalareño, y en él se encuentran distintos servicios municipales como son: Juventud, Fiestas Mayores; Biblioteca Pública sucursal, y la Universidad Popular.
Dispone además de diferentes espacios públicos adaptados para el fomento y la divulgación de la cultura en esta ciudad, a los cuales pueden acceder tanto los colectivos como las personas individuales previa reserva.
Estos espacios son:
- un salón de actos, con capacidad para 90 personas, con escenario accesible desde el fondo y desde el patio de butacas, con una superficie de unos 20 m², aproximadamente;
- una sala de reuniones con aforo para veinticinco personas;
- una sala de exposiciones de 115 m² de superficie;
- el denominado "salón Talavera", de 40 m²;
- y el patio interior, cubierto, dotado de iluminación natural y diáfano desde la entrada hasta la sala antes citada, con una superficie de unos 115 m².